# Avul Pakir Jainulabdeen Abdul Kalam
Avul Pakir Jainulabdeen (A.P.J.) Abdul Kalam Marecar, né le 15 octobre 1931 à Dhanushkodi (un village près de Rameswaram dans l'État du Tamil Nadu), et mort le 27 juillet 2015 à Shillong (Meghalaya), est un homme d'État indien, président de l'Inde de 2002 à 2007.
Bien qu'il soit musulman dans un pays majoritairement hindouiste, il occupe des postes de plus en plus prestigieux dans la recherche scientifique et technique de l'Inde. Il parvient à doter le pays de la bombe atomique en 1998. Pour cette raison, il est surnommé l'« Homme du missile indien » (The Missile Man of India). Il est aussi le scientifique indien le plus honoré.
Au-delà de ses aspects scientifiques et politiques, A.P.J. Abdul Kalam est reconnu comme un sage et un grand humaniste très intéressé par la spiritualité et la philosophie de son pays. Il utilise également beaucoup de poèmes du Tamil Nadu, les kural, lors de ses discours et a donné ses 10 premiers mois de salaire de président à l'ONG humanitaire indienne créée par Mata Amritanandamayi.
Il a écrit plusieurs ouvrages dont une autobiographie, Les Ailes de feu, dans lesquels il encourage la jeunesse de son pays à faire en sorte que l'Inde devienne une superpuissance à l'horizon 2020.

## Biographie

### Carrière professionnelle
Il est diplômé en ingénierie aéronautique de l'Université de Madras en 1958.
Après un passage à la Defence Research and Development Organisation (DRDO), il rejoint l'Organisation de recherche spatiale indienne en 1962. Directeur de projets, il contribue de manière significative au développement du premier lanceur de satellites indien, le SLV-3, qui met sur orbite le satellite Rohini en juillet 1980. En 1982, il prend la direction de la DRDO afin de développer des missiles guidés. Il met au point les missiles Agni et Prithvi. Par son travail, il jette les bases du développement indien dans les hautes technologies aérospatiales. En 1992, il est nommé conseiller scientifique du ministre de la défense. Il participe à la mise au point des essais nucléaires qui dotent l'Inde de l'arme atomique en 1998. Il est considéré à ce titre comme le père de la bombe atomique indienne. De 1999 à 2001, il est conseiller scientifique auprès du gouvernement et enseigne à l'université de Chennai.
A.P.J. Abdul Kalam est docteur honoris causa de plusieurs universités et institutions (notamment le Madras Institute of Technology).

### Carrière politique
Le 18 juillet 2002, face à la capitaine Lakshmi, candidate octogénaire du Front de Gauche, il est élu à une écrasante majorité à la présidence de l'Union indienne. Il prend ses fonctions le 25 juillet 2002, succédant à Kocheril Raman Narayanan.

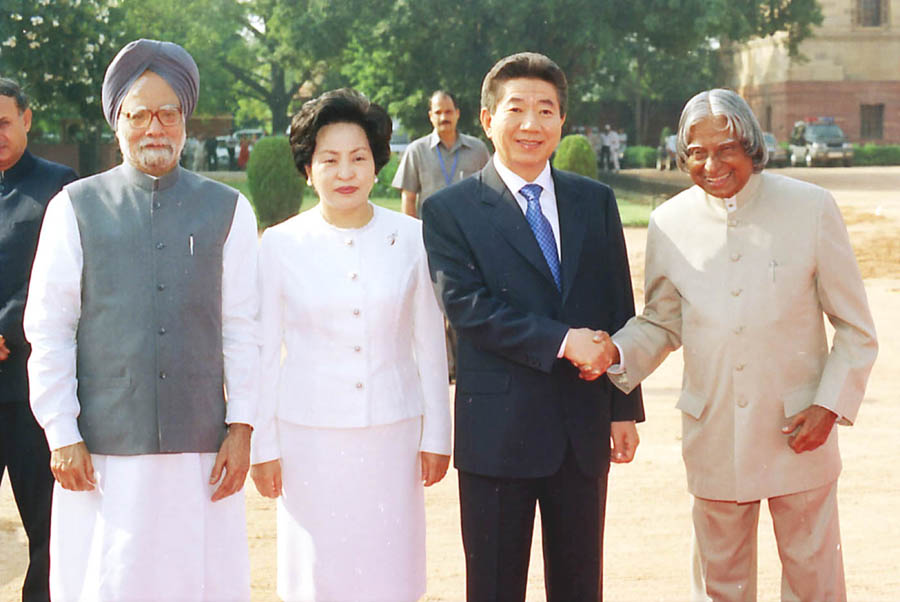
Roh Moo-hyun, président sud-coréen et sa femme Kwon Yang-sook en voyage officiel en Inde en octobre 2005, rencontrant Avul Pakir Jainulabdeen Abdul Kalam et Manmohan Singh.

Pratibha Patil lui succède en juillet 2007 à la présidence de l'Inde.

## Distinctions et récompenses
- Padma Bhushan en 1981
- Padma Vibhushan en 1990
- Aryabhatta Award en 1994
- G. M. Modi Award for Science en 1996
- H. K. Firodia Award for Excellence in Science and Technology en 1996
- Bharat Ratna en 1997 (plus haute distinction indienne)
- Deshikottam Award en 2000
- Vishwa Bharti en 2000.

L'île Wheeler a été renommée en son honneur île Abdul Kalam le 4 septembre 2015,,.

## Publications
- Dr. A.P.J. Abdul Kalam, Les ailes de feu : Président de tous les Indiens, Paris/Pondichéry, Editions  Kailash, 2009, 198 p. (ISBN 978-2-84268-176-0, BNF 42049136)autobiographie de A.P.J. Abdul Kalam